# Drizly
Drizly — онлайн-платформа для заказа и доставки алкоголя от местных розничных продавцов через мобильное приложение или веб-сайт. По состоянию на 31 декабря 2020 года у компании было около 4000 розничных партнёров.
У Drizly имеется запатентованная технология проверки документов, удостоверяющих личность, которая позволяет убедиться, что покупатель достиг совершеннолетия для покупки алкоголя. Drizly не берёт комиссионных и поэтому может работать без лицензий на продажу спиртных напитков. Вместо этого Drizly взимает с ритейлеров ежемесячную плату за использование своей платформы.

## История
Drizly была основана Ником Релласом, Джастином Робинсоном и Спенсером Фрейзером в 2012 году. Компания запустила свои услуги в Бостоне в 2013 году, а затем в Нью-Йорке, Лос-Анджелесе и Чикаго.
В 2015 году компания в раунде серии А привлекла инвестиции на сумму 13 миллионов долларов от Polaris Partners, Suffolk Equity Partners, Cava Capital, Fairhaven Capital Partners и First Beverage Group.
В феврале 2016 года Drizly расширилась до Эдмонтона и Калгари, Альберта, Канада, благодаря партнёрству с Liquor Stores NA. В августе 2016 года компания привлекла раунд серии B на 15 миллионов долларов.
В июле 2018 года Drizly заключил партнёрское соглашение с Anheuser-Busch, чтобы продавать алкоголь с помощью холодильников Anheuser-Busch Office Bud-e, в которых используется технология автоматического заказа, когда запасы заканчиваются.
В сентябре 2021 года компания добавила сервис доставки алкоголя на свадебные торжества. В октябре 2021 года Uber приобрела компанию за 1,1 миллиарда долларов наличными и акциями.
28 июля 2020 года Drizly объявили об утечке данных, в результате которой была раскрыта контактная информация примерно 2,5 миллионов клиентов. Это привело к коллективному иску, который был урегулирован в 2021 году, и каждый затронутый участник получил примерно 14 долларов.